# Могіленський повіт
Могіленський повіт (пол. powiat mogileński) — один з 19 земських повітів Куявсько-Поморського воєводства Польщі.
Утворений 1 січня 1999 року в результаті адміністративної реформи.

## Загальні дані
Повіт знаходиться у південній частині воєводства.
Адміністративний центр — місто Могільно.
Станом на 1.01.2008 населення становить 46 833 осіб, площа 675,12 км².

## Демографія
Демографічні дані повіту станом на 30.06.2005:
|       | Всього | Всього | Жінки  | Жінки | Чоловіки | Чоловіки |
| ----- | ------ | ------ | ------ | ----- | -------- | -------- |
|       | осіб   | %      | осіб   | %     | осіб     | %        |
| Повіт | 46 972 | 100    | 23 916 | 50,9  | 23 056   | 49,1     |
| Міста | 18 564 | 100    | 9662   | 52    | 8902     | 48       |
| Села  | 28 408 | 100    | 14 254 | 50,2  | 14 154   | 49,8     |